# Heterogramma appialis
Heterogramma appialis är en fjärilsart som beskrevs av Walker 1859. Heterogramma appialis ingår i släktet Heterogramma och familjen nattflyn. Inga underarter finns listade i Catalogue of Life.